# Крупје
Крупје (фр. Crupies) насеље је и општина у источној Француској у региону Рона-Алпи, у департману Дром која припада префектури Ди.
По подацима из 2011. године у општини је живело 91 становника, а густина насељености је износила 6,91 становника/km². Општина се простире на површини од 13,16 km². Налази се на средњој надморској висини од 482 метара (максималној 1.088 m, а минималној 429 m).

## Демографија
| 1962. | 1968. | 1975. | 1982. | 1990. | 1999. | 2011. |
| ----- | ----- | ----- | ----- | ----- | ----- | ----- |
| 72    | 80    | 85    | 86    | 79    | 89    | 91    |

График промене броја становника у току последњих година